# Gonepteryx
Gonepteryx és un gènere de lepidòpters ditrisis de la família Pieridae. Es distribueix per Euràsia i el nord d'Àfrica. A la península Ibèrica, només trobem les espècies Gonepteryx rhamni i Gonepteryx cleopatra.

## Taxonomia
- Gonepteryx acuminata (C. & R. Felder, 1862)
- Gonepteryx amintha (Blanchard, 1871)
- Gonepteryx burmensis (Tytler 1926)
- Gonepteryx chitralensis (Moore, 1905)
- Gonepteryx cleobule (Hübner, 1824)
- Gonepteryx cleopatra (Linnaeus, 1767)
- Gonepteryx eversi (Rehnelt, 1974)
- Gonepteryx farinosa (Zeller, 1847)
- Gonepteryx maderensis (Felder, 1862)
- Gonepteryx mahaguru (Gistel, 1857)
- Gonepteryx maxima (Butler, 1885)
- Gonepteryx nepalensis (Doubleday, 1847)
- Gonepteryx palmae (Stamm 1963)
- Gonepteryx rhamni (Linnaeus, 1758)
- Gonepteryx taiwana (Paravicini 1913)